# 미야마키촌
미야마키촌(일본어: 三山木村)은 일본 교토부 쓰즈키군에 설치되었던 촌이다. 현재의 교타나베시에 해당한다.